# Saltaş, Çat
Saltaş là một xã thuộc huyện Çat, tỉnh Erzurum, Thổ Nhĩ Kỳ. Dân số thời điểm năm 2011 là 557 người.